# Opel Ascona
Der Opel Ascona bezeichnet eine Mittelklasse-Baureihe von Opel, die zwischen 1970 und 1988 gebaut wurde und in der Modellpalette zwischen dem Kadett und dem Rekord (bzw. ab 1986 dem Omega) angesiedelt war. Bei seiner Einführung wurde der Ascona als „die neue Klasse von Opel“ beworben. Der Name Ascona stammt vom gleichnamigen Ort am Lago Maggiore in der italienischsprachigen Schweiz.
Schon Ende der 1950er-Jahre wurden in der Schweiz einige Sondermodelle des Olympia Rekord P1 als Ascona bezeichnet. Außerdem gab es in der Schweiz ab 1968 eine besondere Ausstattungsvariante des Kadett B als Ascona 1700.
Nachfolger des Opel Ascona ist der Opel Vectra.

## Baureihen im Überblick
Es gab drei Baureihen des Opel Ascona:

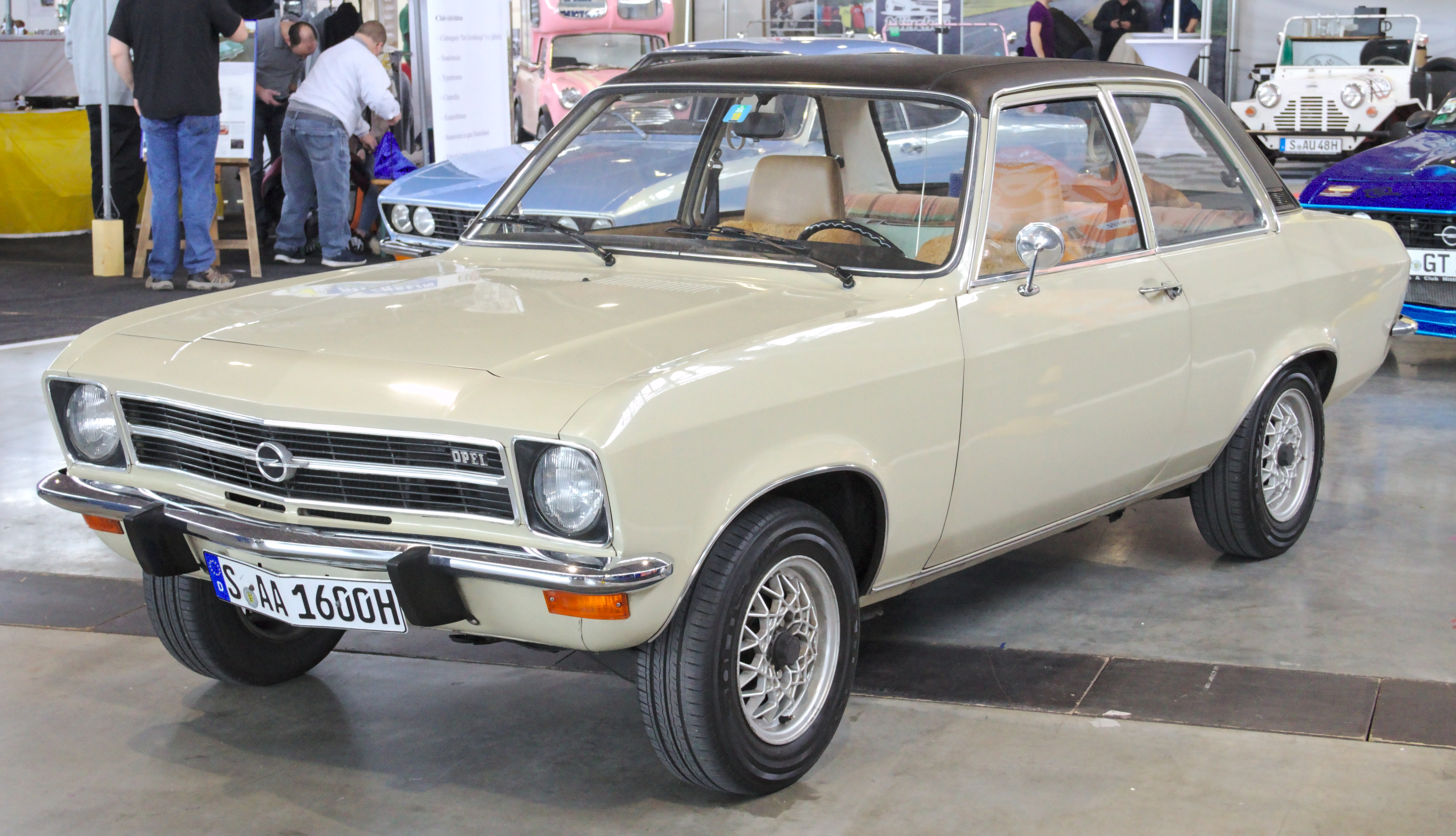
Opel Ascona A 1970 bis 1975
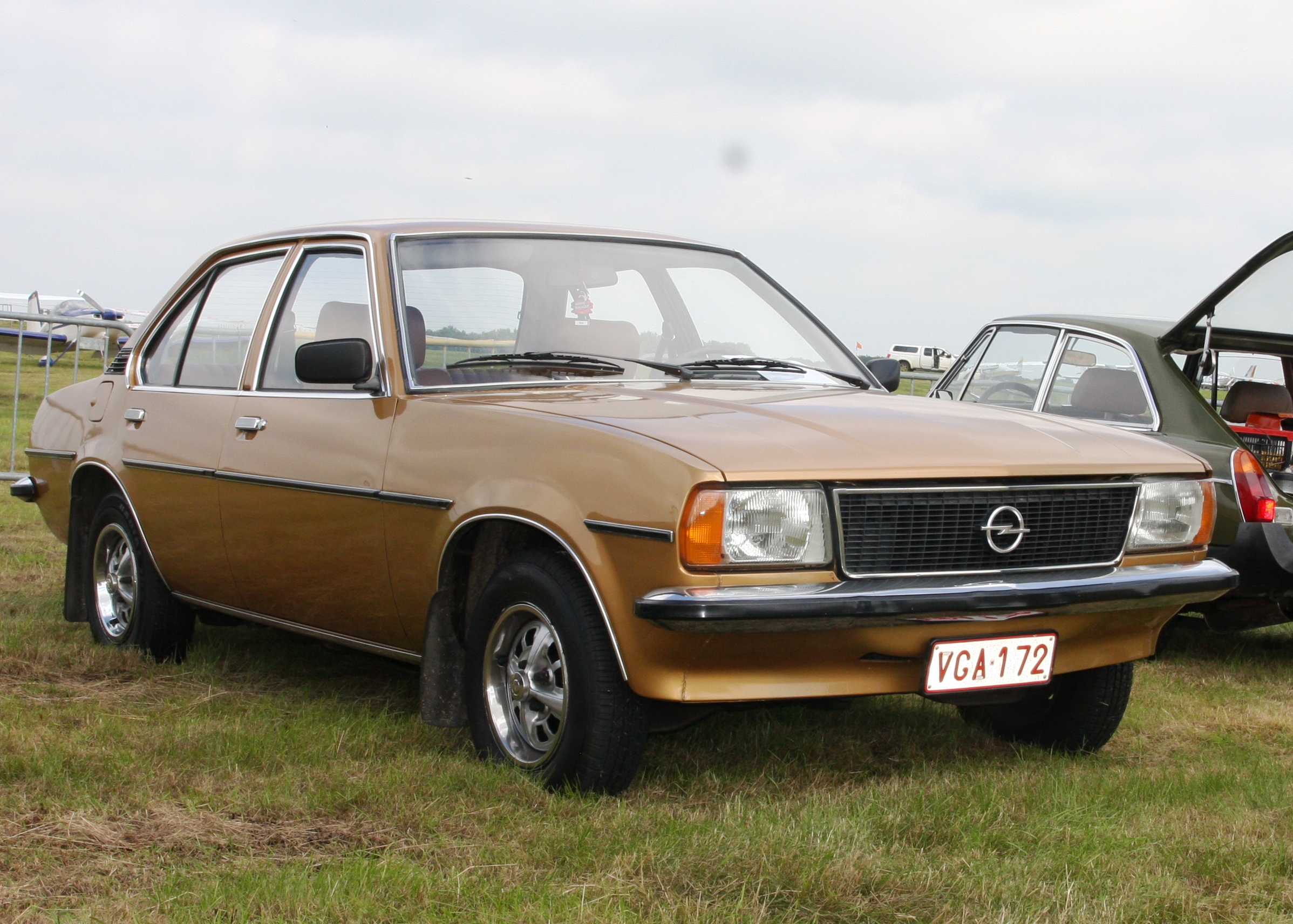
Opel Ascona B 1975 bis 1981
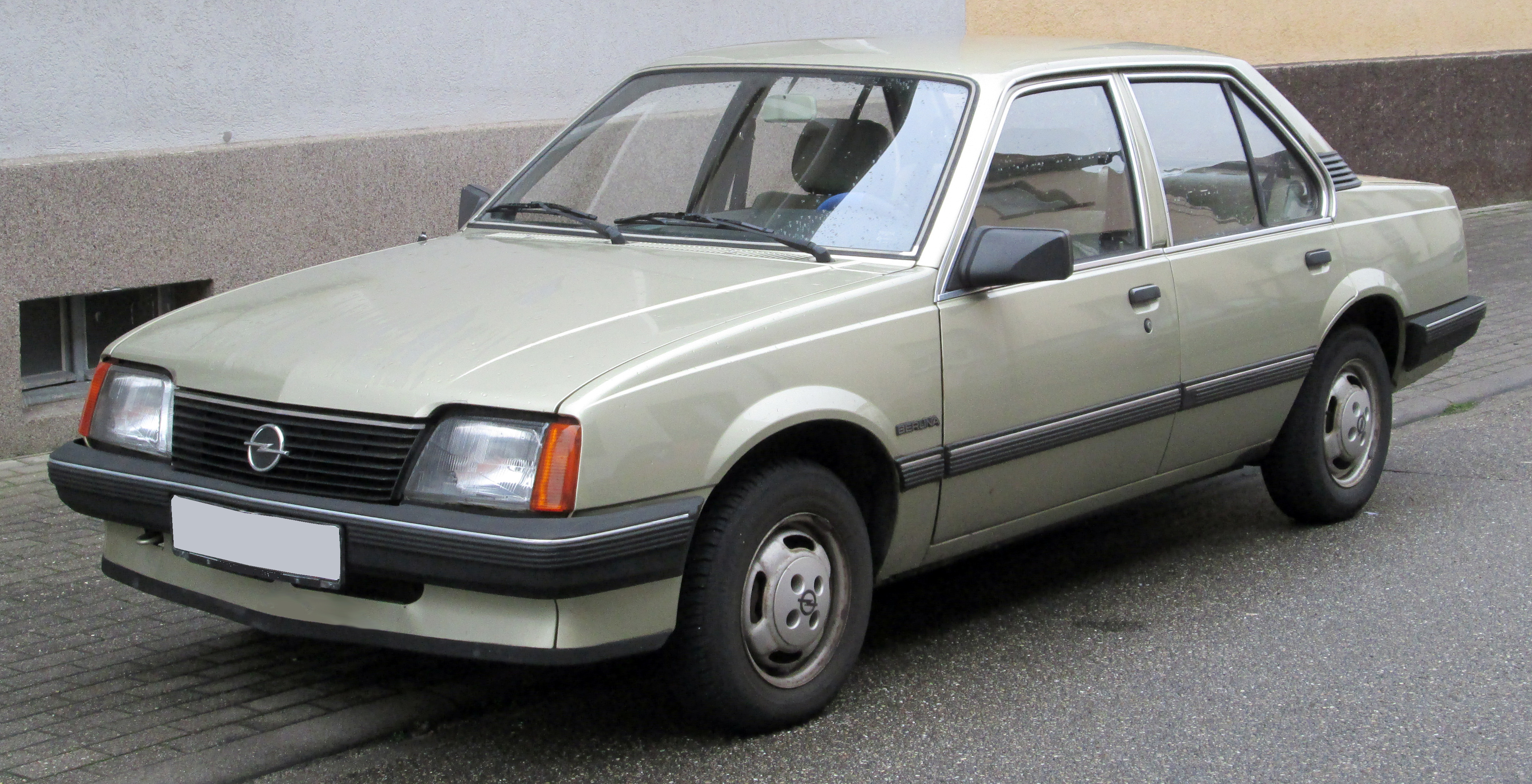
Opel Ascona C 1981 bis 1988